# آنتونی کوشهرون
آنتونی کوشهرون (انگلیسی: Anthony Coucheron; c. 1650 – 1689) فرد نظامی اهل هلند بود.